# Botho Mulert
Botho Mulert (* 15. März 1883 in Kanditten, Ostpreußen; † 1963) war ein deutscher Chemiker, Ministerialbeamter und Reichskommissar.

## Werdegang
Mulert entstammte einer preußischen Pfarrerfamilie. Sein Vater Alwin Theodor (1845–1901) war Pfarrer in Kanditten. 
Er promovierte 1906 und arbeitete im Anschluss als Chemiker. Von 1908 bis 1922 war er bei der Technischen Prüfstelle im Reichsschatzamt tätig. 1922 wechselte er in das Reichswirtschaftsministerium, wurde dort 1925 zum Oberregierungsrat, 1930 zum Ministerialrat und 1938 zum Ministerialdirigenten ernannt. Als solcher war er Reichskommissar für das Zündwarenmonopol.
Joseph Goebbels ernannte ihn am 15. November 1935 zum Mitglied des Reichskultursenats.
Nach Ende des Zweiten Weltkriegs war er von 1946 bis 1948 für das Wirtschaftsverwaltungsamt der Britischen Zone in Minden bzw. den Wirtschaftsrat der Bizone in Frankfurt am Main tätig.
Er war Aufsichtsratsvorsitzender der Deutschen Zündwaren-Monopolgesellschaft in Frankfurt sowie Aufsichtsratsmitglied der Gödicke & Co. Chemische Fabrik AG in Berlin.

## Ehrungen
- 1953: Großes Verdienstkreuz der Bundesrepublik Deutschland